# De una vez
De una vez è un singolo della cantante statunitense Selena Gomez, pubblicato il 15 gennaio 2021 come primo estratto dal secondo EP Revelación.
La clip del brano è stato in lizza ai Latin Grammy Awards nella categoria dedicata al miglior video musicale, divenendo la prima candidatura della cantante nell'ambito delle premiazioni della Recording Academy.

## Pubblicazione
Selena Gomez ha annunciato De una vez sui suoi account social la mattina del 14 gennaio 2021, insieme alla copertina del singolo. Il titolo del brano era stato suggerito nel novembre precedente in un servizio fotografico in cui la cantante ha posato per la rivista messicana Vogue, dove in alcuni scatti compariva un murale con le scritte De una vez e Baila conmigo. Il singolo è stato pubblicato all'una di notte del 15 gennaio 2021 (ora italiana) su tutte le piattaforme digitali insieme al relativo video musicale. La clip ha trionfato nell'ambito del Latin American Music Award come video preferito.

## Descrizione
De una vez è un brano pop e alternative R&B composto in chiave di Si minore con un tempo di 164 battiti per minuto. È stato scritto dalla stessa cantante con Abner Cordero Boria, Christopher Carballo Ramos, Marco Masis, Elena Rose, Alejandro Borrero, Ivanni Rodríguez e Ricardo López Lalinde e prodotto da Albert Hype, Jota Rosa, Neon16 e Tainy.

## Video musicale
Il video musicale di De una vez è stato girato nel settembre 2020 e diretto da Los Pérez, prodotto da Caviar LA e post-prodotto da Eighty4. È stato pubblicato il 14 gennaio 2021 su YouTube insieme alla canzone e ha ricevuto il plauso della critica per le immagini e i simbolismi. Inoltre, è stato candidato come miglior videoclip alla 22ª cerimonia dei Latin Grammy Awards e ha vinto il premio come video musicale preferito ai Latin American Music Awards 2021.

### Sinossi
La clip rispecchia il significato del brano: affronta importanti temi come la guarigione, l'empowerment e l'amore, raccontando la crescita personale e creativa della cantante all'interno di una casa mistica. Circondata da misteri e magie, l'artista entra nelle varie stanze che rappresentano la sua evoluzione. Si sposta da una camera da letto decorata con piante fertili e sogni a una stanza illuminata da lampade, poi una cucina e una stanza con dischi in vinile lievitanti e strumenti musicali. Per tutto il video, indossa un cuore di cristallo luminoso sul petto (un oggetto simile al Sacro Cuore), che rappresenta la sua resilienza, mentre canta la canzone. Nei titoli di coda appaiono le parole «baila conmigo...», titolo del secondo singolo tratto dall'EP.

### Direzione e produzione
Per questa nuova fase della sua carriera musicale, Selena Gomez ha voluto che le immagini del videoclip avessero un impatto sugli spettatori e che fossero gestite da registi in grado di connettersi profondamente con il materiale. Ha dichiarato: «Se dovevo immergermi completamente in un progetto ispirato alla cultura latina, volevo lavorare con artisti di lingua madre spagnola.» A causa della pandemia di COVID-19 e delle relative restrizioni di viaggio, il video è stato girato a distanza. I registi non sono stati in grado di volare a Los Angeles per girare il video e sono stati invece collegati remotamente al set.
La cantante ha collaborato con Los Pérez, un duo composto dalla regista messicana Tania Verduzco e dal regista spagnolo Adrián Pérez, una coppia sposata che ha lavorato alle pubblicità della Pepsi e di Candy Crush Saga. Volendo creare un viaggio emotivo con il video, Verduzco ha affermato: «Abbiamo dovuto portarlo alla luce perché è una canzone su una donna matura che guarisce da una ferita, lascia il passato alle spalle ed entra in un nuovo capitolo.» Per realizzare questa idea, Gomez e Los Pérez hanno studiato gli scrittori latinoamericani Isabel Allende, Gabriel García Márquez e Laura Esquivel, le cui opere letterarie hanno trattato concetti soprannaturali del realismo magico, un genere artistico che fonde i problemi del mondo reale con elementi di fantasia. Gomez ha inoltre inserito nel video riferimenti culturali messicani, come il Sacro Cuore, un simbolo strettamente legato all'arte popolare del paese. Il team ha progettato il cuore sulla base di un milagro, un incantesimo popolare cristiano, per simboleggiare il tema della guarigione.
Per quanto riguarda il suo outfit, Selena Gomez si è affidata a Shirley Kurata, che ha scelto per il video un abito floreale Rodarte color rosa tenue, con scollo a V, maniche a sbuffo e stampe di margherite rosa, bianche e gialle. I suoi capelli mossi sono adornati con accessori floreali in seta ispirati a Frida Kahlo, abbinati a orecchini di opale con piume della designer messicana Daniela Villegas. Il trucco, leggero e femminile, è stato curato dalla truccatrice Melissa Murdick, che ha utilizzato i prodotti della linea della cantante, Rare Beauty, ispirandosi alle sfilate primaverili di Dolce & Gabbana del 2014 e di Alexander McQueen del 2016.

## Tracce
Testi e musiche di Selena Gomez, Andrea Mangiamarchi, Christopher Carballo Ramos, Marco Masís, Alberto Carlos Melendez, Abner Cordero Boria, Alejandro Borrero e Ivanni Rodríguez.
1. De una vez – 2:36

## Formazione
- Selena Gomez – voce
- Elena Rose – cori
- Tainy – strumentazione, produzione
- Jota Rosa – strumentazione, produzione
- Albert Hype – strumentazione, produzione
- Neon16 – produzione
- Bart Schoudel – produzione vocale, ingegneria del suono
- John Janick – coordinazione produzione
- Sam Riback – coordinazione produzione
- Vanessa Angiuli – coordinazione produzione
- Lex Borrero – coordinazione produzione
- Ivan Rodriguez – coordinazione produzione
- Aleen Keshishian – coordinazione produzione
- Zack Morgenroth – coordinazione produzione
- Angelo Carretta – ingegneria del suono
- Șerban Ghenea – missaggio
- John Hanes – assistenza tecnica
- Chris Gehringer – mastering

## Classifiche
| Classifica (2021)     | Posizione massima |
| --------------------- | ----------------- |
| Argentina             | 91                |
| Canada                | 91                |
| Irlanda               | 100               |
| Portogallo            | 96                |
| Repubblica Dominicana | 25                |
| Spagna                | 62                |
| Stati Uniti           | 92                |

## Riconoscimenti
- Latin American Music Awards
  - 2021 – Video preferito[25]
- Latin Grammy Awards
  - 2021 – Candidatura alla miglior videoclip[26]